# Гречко, Пётр Кондратьевич
Пётр Кондра́тьевич Гре́чко (18 апреля 1947, д. Заставье, Дрогичинский район, Брестская область, СССР — 5 января 2016) — советский и российский философ, специалист в области теории познания, социальной философии и современного гуманитарно-методологического дискурса. Доктор философских наук, профессор.

## Биография
Родился в деревне Заставье Дрогичинского района Брестской области.
В 1970 году окончил философский факультет МГУ имени М. В. Ломоносова.
В 1972—1973 годах — младший научный сотрудник Института философии и права АН БССР.
С февраля по июль 1977 года — преподаватель кафедры философии и научного коммунизма Всесоюзного юридического заочного института.
В 1977—1978 годах — преподаватель кафедры марксизма-ленинизма Куйбышевского государственного института культуры.
В 1978 году окончил аспирантуру философского факультета МГУ, там же защитил диссертацию «Практика как философская категория» на соискание учёной степени кандидата философских наук.
С 1978 года преподавал в УДН; профессор и заведующий кафедрой социальной философии факультета гуманитарных и социальных наук в Российского университета дружбы народов.
В 1981—1982 годах прошёл десятимесячные курсы изучения английского языка при Московском государственном институте иностранных языков имени Мориса Тореза.
В 1982—1986 годах — профессор философии департамента искусств и наук Алемайского сельскохозяйственного колледжа Аддис-Абебского университета.
В 1988 году прошёл повышение квалификации в ИППК при МГУ имени М. В. Ломоносова.
В 1991 году защитил диссертацию на соискание учёной степени доктора философских наук по теме «Практика как предмет философско-методологического анализа».
Выезжал c лекциями в Гуджаратский университет (1989), Кальвиновский колледж (1993), Хелуанский университет (2001), Нилейнский университет (2003), Йельский университет (2008), Университет Париж VIII (2009).
Член редакционных коллегий ряда научных журналов (в том числе «Вестник РУДН. Сер. Философия» и «Ценности и смыслы») и сборников, руководитель Отдела философии журнала «Личность. Культура. Общество», член Российского философского общества. Входил в состав диссертационных (докторских) советов по философии в РУДН и при ИППК МГУ, член научно-методического совета Минобрнауки РФ по философии, эксперт научно-методического совета ГНУ ФИПИ по обществознанию, член экспертного совета ВАК РФ по философии, социологии и культурологии.
Руководитель научных программ «Социально-философский дискурс современности»; «Человеческая коммуникация: основания, возможности, перспективы»; «Диалог и толерантность в современном глобализирующемся мире». Координатор магистерской Программы двойного диплома c Университетом Париж VIII.

## Научная деятельность
Областью научных исследований П. К. Гречко являются социальная онтология и эпистемология, современные теории общества, социальная теория постмодернизма. Им выдвинуты и обоснованы идеи о практико-теоретической континуальности социальной реальности, а также о неизбежности обращения критериальной задачи практики в форму и ход доказательства объективных истин познания, о естественной взаимосвязи практики как социальной нормы с природой или базовыми потребностями человека, об архетипной роли равенства в историческом бытии справедливости, об эксплуатации как социальной утилизации естественного неравенства людей, о мета-паттернах исторического процесса и концептуальных моделях науки истории, о плюрализме как новой социальной парадигме, идущей на смену коллективизму и индивидуализму, об основаниях и будущих возможностях кросс-культурных взаимодействий, о пирамиде правильно понятых интересов как функциональном аналоге гражданского общества. Также им уделено большое внимание выявлению гуманистических и социально-оптимистических импликаций постмодернистского дискурса.

## Награды
- Премия Государственного комитета СССР по народному образованию «За значительные успехи в перестройке содержания учебно-воспитательного процесса, его обновления в свете современных достижений и перспектив развития науки, техники и культуры, создание спецкурсов по направлениям, определяющим научно-технический и социальный прогресс СССР».[3]
- Нагрудный знак «Почётный работник высшего профессионального образования Российской Федерации» (1991).[2]
- Лауреат Всероссийского конкурса интеллектуальных проектов, учреждённого Общественной палатой Российской Федерации совместно c фондом «Единство во имя России» и журналом «Стратегия России» (2006).

## Научные труды

### Монографии
- Гречко П. К. Практика человека: Опыт философско-методологического анализа. — М.: УДН, 1988. —  152 с.
- Гречко П. К. Философия — что? как? зачем?: [Учеб. пособие для 1-го курса гуманит. факультет]. — М.: Изд-во Ун-та дружбы народов, 1990. — 134, [1] с.
- Гречко П. К. Концептуальные модели истории: Пособие для студентов. — М.: Изд. корпорация «Логос», 1995. — 144 с. — ISBN 5-88439-008-2
- Гречко П. К. Обществознание для поступающих в вузы. B 2 ч. — М., 1997.
- Гречко П. К. Введение в обществознание. — М., 1999.
- Гречко П. К. Обществознание для поступающих в вузы: Учеб. пособие: Общество. История и теория. История и цивилизация. — М.: Уникум-Центр: Поматур, 2001. — 319 с. — (Будь студентом).
- Гречко П. К. Различия: от терпимости к культуре толерантности: учеб. пособие. — Москва: Изд-во Рос. ун-та дружбы народов, 2006. — 415 с. — 500 экз. — ISBN 5-209-01904-7
- Гречко П. К. Социальная реальность: концепции и методология исследований. — М.: Институт философии РАН, 2008.
- Гречко П. К. Обществознание. — М.: РУДН, 2009.
- Гречко П. К. Социальное: истоки, структурные профили, современные вызовы / под общ. ред. П. К. Гречко П. К., Курмелевой Е. М. — М.: Российская политическая энциклопедия (РОССПЭН), 2009.
- Гречко П. К. Онтометодологический дискурс современности: историческая продвинутость и её вызовы. — М.: ЛЕНАНД, 2015. — 312 с.

### Статьи
на русском языке
- Философия в доказательстве и доказательство в философии // Вопросы философии, 1988. — № 6.
- Историко-аналитический марксизм: опыт обоснования // Вестник МГУ. Серия: «Философия»,1991. — № 2.
- К вопросу о диалектике теории и практики // Философские науки, 1991. — № 2.
- Эксплуатация: социально-антропологический анализ // Вестник МГУ. — Серия: «Философия», 1992. — № 4.
- О сознании, истине и лжи в истории // Вестник РУДН. — Серия: «История. Философия», 1993. — № 1.
- К вопросу о предмете социальной философии // Вестник МГУ. — Серия: «Философия», 1995. — № 1
- Подводные рифы плюрализма // Свободная мысль,1997. — № 5.
- Договор и сговор в мифологии общественной жизни // Свободная мысль, 1998. — № 9—12.
- Интеллектуальный импорт, или O периферийном постмодернизме // Общественные науки и современность, 2000. — № 2. — С. 166—177.
- О социально-историческом статусе современности // Вестник РУДН. Серия: «Философия», 2000. — № 1.
- Онтология плюрализма: постмодернистская перспектива // Вестник РУДН. — Серия: «Философия», 2001. — № 2.
- Поликультурное общество: конфликт, терпимость, толерантность // Поликультурное общество: стабильность и коммуникация. — М., 2003. — С. 13—34.
- Империум — императив нового мирового порядка // Свободная мысль, 2004. — №  2, 3.
- Деконструкция культуры: к постановке проблемы // Личность. Культура. Общество. — М., 2004. — Т. VI. — Вып. 4 (24). — С. 142—151.
- Предмет социальной философии: опыт рефлексии// Личность. Культура. Общество, 2004. — Вып. 1 (21). — С. 87—107.
- Глобализация: образовательные горизонты // Высшее образование в России, 2005. — № 11. — С. 102—107.
- О границах толерантности // Свободная мысль. — М., 2005. — № 10.
- О жалующихся философах и не только // Личность. Культура. Общество. — М., 2005. — Том VII. — Вып. 3 (27).
- О мнимой смерти человека в постмодернизме // Личность. Культура. Общество, — 2006. — Т. VIII, № 1. — С.  99 —115.
- Понятие «мирового порядка» в контексте глобальных преобразований // Вестник РУДН. — Серия:  «Философия», 2006. — № 1 (11). — С. 43—65.
- Серьезный повод для обсуждения предмета социальной философии // Личность. Культура. Общество. — М., 2007. — Том IX. — Вып 1(34).
- Социальная теория: проблема междисциплинарного статуса // Вопросы социальной теории: Научный альманах. — М., 2007. — Т. I. — Вып. 1. — С. 263—274.
- Гражданское общество для России // Вестник НГУ. — Серия: «Философия», 2008. — Т. 6. — Вып. 2. — С. 58—64.
- Диспозиционно-коммуникативный подход // Вопросы социальной теории, 2008. — Том II. — Вып. 1(2). — С. 345—355.
- Об аналитической взаимодополнительности науки и литературы в философии // Личность. Культура. Общество. — М., 2008. — Т. Х. — Вып. 2 (41). — С. 120—126.
- Социальное: диспозиционно-коммуникативная перспектива исследования // Вопросы социальной теории: Научный альманах, 2008. — Том II. — Вып. 1 (2). — С. 112—132.
- Современное гуманитарное образование: некоторые компаративистские наблюдения // Социология образования, 2008. — № 12. — С. 4—14.
- История и современность: перспектива деконструктивистского прощания с историей // Вестник РУДН. — Серия: «Философия», 2009. — № 1. — С. 34—45.
- Современная конкуренция идей, или К дискуссии о «других модернах» // Личность. Культура. Общество. — М., 2009. — Т. XI. — Вып. 2 (48—49). — С. 102—116.
- Творчество: природа, границы и перспективы // Личность. Культура. Общество. — М., 2009. — Т. XI. — Вып. 3 (50). — С. 163—172.
- Справедливость: поиск предельных оснований // Личность. Культура. Общество, 2010. — Том XII. — Вып. 3 (57—58). — С. 71—84.
- О социально-гуманитарном коллайдере общества // Ценности и смыслы. — М., 2010. — № 2 (5). — С. 118—127.
- Человеческое достоинство и этническая пуповина истории // Личность. Культура. Общество, 2011. — Том XIII. — Вып. 4 (67—68). — С. 73—83.
- Запрет на разжигание социально-культурной розни: правовые нормы и реалии // Человек. — М., 2011. — № 2. — С. 71—82.
- Диалог цивилизаций: опыт онтометодологического осмысления // Софія: Культурологічний журнал.  — Київ: Видавництво «Фенікс», 2011. — № 11.
- Человеческое достоинство и этническая пуповина истории // Личность. Культура. Общество, 2011. — Т. 13, № 67—68, № 67—68, № 67—68. — С. 73—83.
- Гражданская религия: от сакральности божественной к сакральности человеческой // Философские науки. — М., 2012. — № 4.
- Диспозиции: онтологическая перспектива и коммуникативная аппликация // Вопросы философии, 2012. — № 4. — С. 99—110.
- Историческая реверсивность мышления: от понятия к концепту // Личность. Культура. Общество, 2012. — Т. 14, № 71—72, № 71—72, № 71—72. — С. 69—79.
- Парадигмальная эвристика complexity в современном социально-гуманитарном познании // Вестник РУДН. — Серия: «Философия», 2012. — № 1.
- Постмодернизм // Социокультурная  антропология: История, теория и методология: Энциклопедический словарь / Под ред. Ю. М. Резника. — М.: Академический Проект. Культура; Киров: Константа, 2012. — С. 311—324.
- Современность, или Какая нынче все-таки эпоха на дворе? // Власть, 2012. — № 5. — С. 185—187.
- Постмодерный конструктивизм // Вопросы социальной теории. — Том VII. — Вып. 1—2, 2013—2014. — С. 29.
- Homopostmodernus как социально-исторический феномен // Спектр антропологических учений. — Вып. 5 / Рос. акад. наук, Ин-т философии; Отв. ред. П. С. Гуревич. — М.: ИФРАН, 2013. — С. 99—112.
- Социокультурная универсальность в историческом бытии человека и общества // Вестник Вятского государственного гуманитарного университета, 2014. — № 6. — С. 6—16.
- Различия и информация: опыт онтологического сопряжения // Вопросы философии. — 2016. — № 6. — С. 107—114.

на других языках
- Grechko P. K. Exploitation: A Socio-Anthropological Analysis // Russian Studies in Philosophy, Sarpe: Аrmonk, N.Y., 1993.
- Grechko P. K. Quo vadis, Philosophie? Antworten der Philosophen. // Dokumentation einer Weltumfrage. Mainz, 1999